# Cotesia sessilis
Cotesia sessilis är en stekelart som först beskrevs av Geoffroy 1785.  I den svenska databasen Dyntaxa används istället namnet Cotesia tetrica. Cotesia sessilis ingår i släktet Cotesia och familjen bracksteklar. Arten är reproducerande i Sverige. Inga underarter finns listade i Catalogue of Life.